# Valter Lindberg (konstnär)
Valter Bernhard Lindberg, född 29 maj 1910 i Kläckeberga, Kalmar län, död 27 juni 1965 i Kalmar, var en svensk målare och grafiker.
Han var son till stenarbetaren Ernst Lindberg och Tekla Julia Maria Bard och från 1941 gift med Astrid Karlsson. Lindberg var som konstnär autodidakt och började teckna 1941 genom en korrespondenskurs och med en viss vägledning av Åke Pettersson-Nåw i Kalmar. Han har medverkat i samlingsutställningar på Kalmar konstmuseum, Växjö museum, Karlskrona, Linköping och Kulturen i Lund. Hans konst består av figurkompositioner och landskap i olja eller grafik samt stadsbilder från Kalmar, Karlskrona och England utförda som teckningar. Lindberg är representerad vid Moderna museet i Stockholm, Kalmar konstmuseum, Örebro läns museum, Eskilstuna konstmuseum, Norrköpings konstmuseum, Gustav VI Adolfs samling och Växjö museum. Valter Lindberg är begravd på Skogskyrkogården i Kalmar.